# Estádio Municipal Zinho de Oliveira
Het Estádio Municipal Zinho de Oliveira is een multifunctioneel stadion in Marabá, een stad in Brazilië. De bijnaam van het stadion is 'Velho Zinho'.
Het stadion wordt vooral gebruikt voor voetbalwedstrijden, de voetbalclubs Águia de Marabá FC en Gavião Kyikatejé FC maken gebruik van dit stadion. In het stadion is plaats voor 4.500 toeschouwers. 